# Saint-Mesmin (Côte-d'Or)
 Saint-Mesmin  es una población y comuna francesa, en la región de Borgoña, departamento de Côte-d'Or, en el distrito de Montbard y cantón de Vitteaux.

## Demografía
| 106 | 98 | 94 | 103 | 88 | 99 | 114 |
| Para los censos de 1962 a 1999 la población legal corresponde a la población sin duplicidades (Fuente: INSEE [Consultar]) |    |    |     |    |    |     |